# Ls3/5a

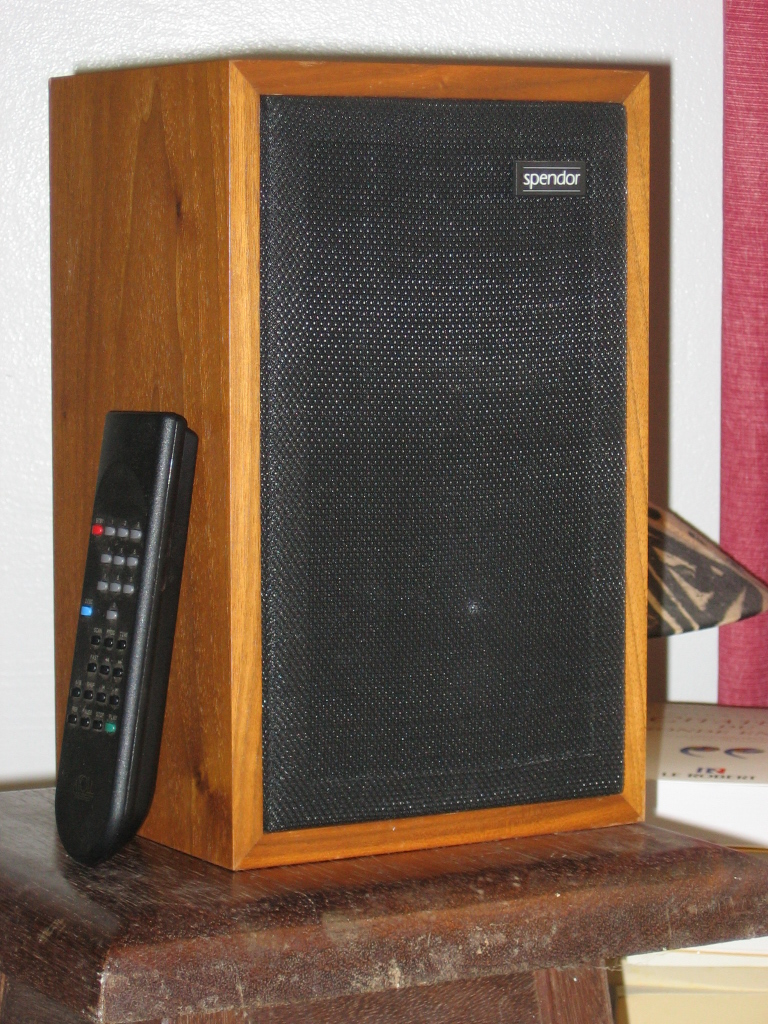

La Ls3/5a est un modèle de petite enceinte acoustique célèbre mis au point par la radiotélévision anglaise (BBC) au milieu des années 1970.
D'abord développé pour un usage professionnel interne à la BBC, il fut ensuite fabriqué et commercialisé pour le public sous licence, et selon le cahier des charges fourni par la BBC, par différents constructeurs anglais dont Rogers. En fait il s'agit du premier modèle d'enceintes acoustique deux voies et large spectre au format dit "bibliothèque" commercialisé.
Une Ls3/5a est constituée de deux haut-parleurs électrodynamiques de la marque KEF : le modèle B110 à membrane en Bextrène sous sa version sp 1003 ou 1228 pour les fréquences jusqu'à 3 kilohertz et le tweeter T27 version sp 1032 pour les fréquences supérieures.
Réputée pour ses qualités de reproduction, la Ls3/5a a été fabriquée jusqu'au début des années 2000, et de l'ordre de 90 000 paires ont été commercialisées.
C'est la marque Rogers qui a produit le plus grand nombre de paires du modèle, suivie des marques Spendor, Chartwell, Audiomaster, Harbeth, Goodmans, Richard Allan, Stirling et Kef.
Il existe deux versions, sans que ceci ait influé sur le nom du modèle. D'abord la version dite « 15 Ohms » fabriquée jusqu'en 1987 et comportant la version sp 1003 du B110. Ensuite la version dite « 11 ohms » comportant la version sp 1228 du B110. Le filtre répartiteur de fréquences entre les deux haut-parleurs n'est pas le même selon ces deux versions. 

## Pour en savoir davantage…
Le Bextrène constituant les membranes du B110 est une matière plastique de la classe des polystyrènes qui était utilisé dans l'industrie automobile et aéronautique. Plus précisément, c'est un nom commercial de polystyrène choc ou High Impact Polystyrene (HIPS) selon la terminologie anglaise. C'est la radiotélévision anglaise (BBC), qui sélectionna le bextrène comme matière de membranes de haut-parleur de fréquences graves et médium parmi d'autres polymères. Ayant une bonne rigidité tout en absorbant bien les vibrations, il transmet bien les déplacements de la bobine mobile sur une large gamme de fréquences (travail en piston) sans « prolonger », c'est-à-dire « brouiller » le son. Il est encore amélioré par un traitement de surface avec un polymère moins dense pour atténuer quelques vibrations de sa surface. La feuille de bextrène traitée s'est appelée couramment "bextrène dopé". Le tweeter T27 à dôme est constitué quant à lui de Mylar.
À l'origine, la BBC voulait créer un modèle de monitoring professionnel assez petit pour pouvoir s'intégrer dans n'importe quel espace de prise de son, et surtout les cars régie de prises extérieures.
Il fut trouvé que dans une enceinte close de 5 litres, le B110 pouvait donner des basses équilibrées avec les autres fréquences jusqu'à 70 hertz environ à condition de limiter le rendement aux fréquences supérieures. La courbe de réponse du B110 sp 1003 étant peu linéaire, avec une tendance montante, il fallait aussi la linéariser en partie. Les dispersions de fabrications étaient importantes, et il fallait assurer néanmoins l'intégration optimale des deux voies. Ces trois impératifs nécessitèrent la mise au point d'un filtre complexe possédant une possibilité de réglage du niveau du tweeter. Satisfaire les deux premiers eurent comme conséquences d'aboutir à un filtre d'impédance élevée (moyenne autour de 15 ohms) et donc à un rendement bas (environ 81 dbs/watt/1 mètre), faisant de la Ls3/5a une enceinte nécessitant des amplificateurs puissants. Un autre facteur abaissant le rendement est le poids relativement élevé de la membrane du B110. Le bextrène possède en effet une densité supérieure à 1.
On reconnaît généralement à la Ls3/5a une reproduction très détaillée et une grande transparence (à savoir très peu de distorsions et de vibrations parasites). On peut alors parler de grande finesse de reproduction. Le registre médium et la reproduction des voix sont particulièrement vantés. La courbe de réponse monte de 2 kHz à 4 kHz environ puis reste en plateau, ce qui fait de la ls3/5a une enceinte au registre haut-médium et aigu mis en avant.
Le marché de l'occasion de la Ls3/5a est très actif. Certains collectionneurs en possèdent plus de 10 paires.